# Kvalme
Kvalme er fornemmelsen af ubehag i maven ledsaget af følelsen af snarligt opkast.
Kvalme kan være transportsyge, morgenkvalme, roskildesyge og andre maveinfektioner, strålesyge, hypoglykæmi og en bivirkning af mange stoffer. 
Behandling af kvalme og opkast kan være at undgå af fast føde. Det er som regel nemt, da kvalme effektivt fjerner appetitten. Desuden findes der en række antiemetika (opkast-hæmmende stoffer), som i visse tilfælde kan fjerne kvalme.
Kvalme kan alene skyldes påvirkning fra en ubehagelig lugt/smag, tanken om eller synet af noget ubehageligt eller sult/og eller tørst. Kvalme er derfor ikke ensbetydende med, at det er nødvendigt at fremkalde opkast og forsvinder som regel af sig selv, hvis den ubehagelige lugt forsvinder. Kvalme kan i høj grad være psykisk: man kan vænne sig til ubehagelige lugte eller ændre holdning til, hvad der er en ubehagelig lugt. En person, som ikke bryder sig som ost, vil oftest få kvalme ved lugten eller tanken om ost, mens det ikke er tilfælde hos en anden, som bryder sig om ost. Det ses også hos psykisk syge, at tanken om mad giver dem kvalme, fordi de lider af en tvangstanke om, at maden er forgiftet. 